# Tat'jana Fedorovna Prončiščeva
Tat'jana Fedorovna Prončiščeva, (in russo Татьяна Фёдоровна Прончищева), più nota come Maria Pronchishcheva (1710 – 23 settembre 1736), è stata un'esploratrice russa.
Con il marito, Vasilij Pronchishchev, discese il fiume Lena (da Yakutsk) sullo sloop Yakutsk, doppiò il suo delta e si fermò per svernare alle bocche dell'Olenëk. Molti membri dell'equipaggio caddero ammalati e morirono, principalmente a causa dello scorbuto. Nonostante le difficoltà, nel 1736, essi raggiunsero la riva orientale della Penisola del Tajmyr e si diressero a nord lungo di essa. Infine sia lei che il marito morirono entrambe di scorbuto sulla via del ritorno e furono sepolti alla foce del fiume Olenëk.
Maria è considerate la prima donna esploratrice polare. La baia di Maria Prončiščeva nel mare di Laptev prese da lei il nome.